# روبرت مانينغ
روبرت مانينغ (بالإنجليزية: Robert Manning)‏ هو سياسي أمريكي، ولد في 30 يونيو 1927 في مانشستر في الولايات المتحدة، وتوفي في 24 أغسطس 2006. حزبياً، نشط في الحزب الجمهوري. وقد انتخب عضو مجلس نواب أوهايو.